# Agência Nacional de Águas e Saneamento Básico
A Agência Nacional de Águas e Saneamento Básico (ANA) é uma autarquia federal do Brasil, vinculada ao Ministério da Integração e do Desenvolvimento Regional, e responsável pela implementação da gestão dos recursos hídricos brasileiros. Era originalmente denominada Agência Nacional de Águas, tendo adotado a denominação atual em julho de 2020, para refletir o novo Marco Legal do Saneamento Básico no país. A sigla da agência permaneceu inalterada.
Foi criada pela lei 9.984/2000 e regulamentada pelo decreto nº 3.692/2000. Já a lei das águas (lei nº 9.433/97) instituiu a Política Nacional de Recursos Hídricos e criou o Sistema Nacional de Gerenciamento de Recursos Hídricos (SINGREH).
Tem como missão regulamentar os usos das águas dos rios e lagos de domínio da União.

## Finalidades

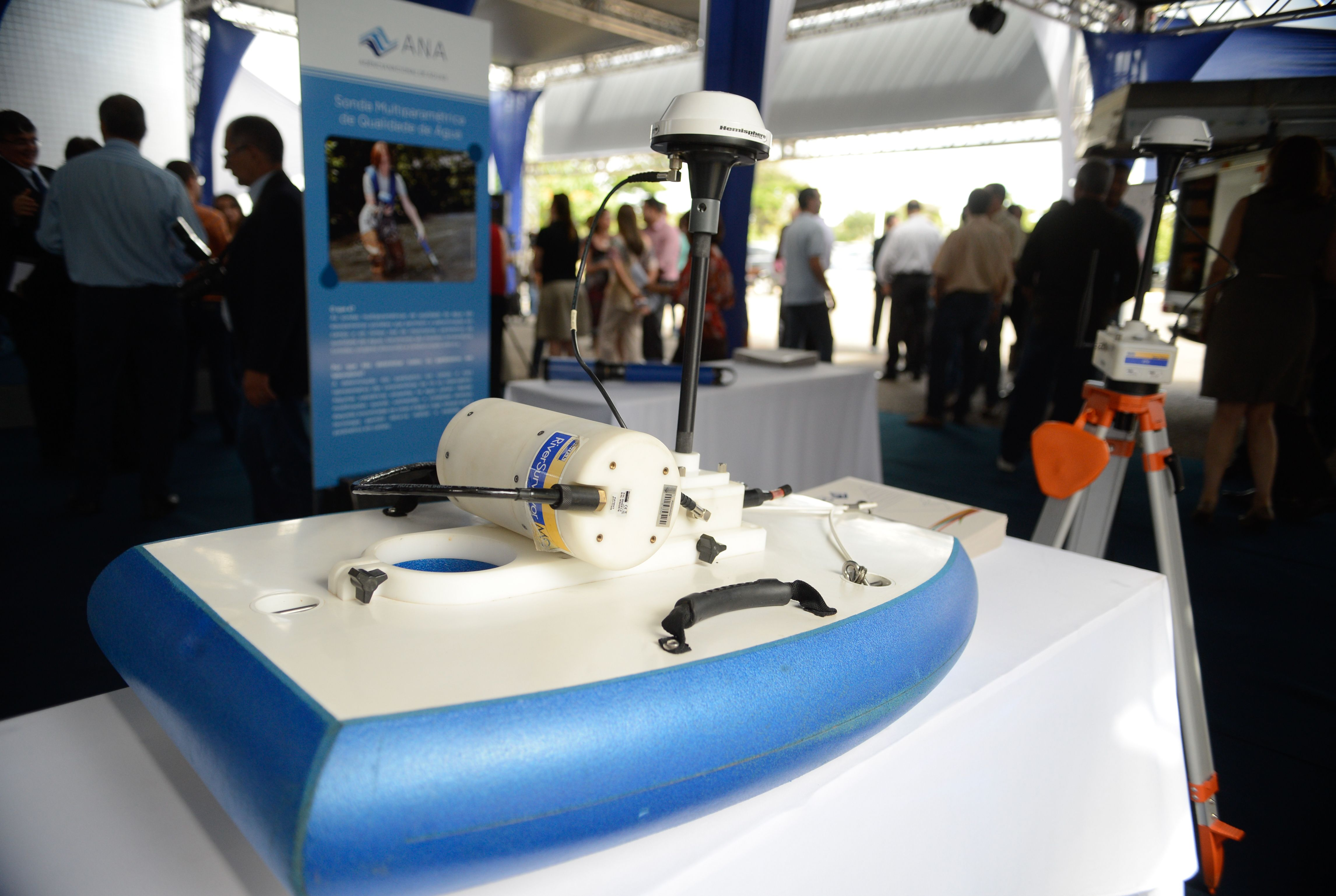
Brasília - Aparelhos utilizados pela Agência Nacional de Águas (ANA) no monitoramento de qualidade das águas (Marcelo Camargo/Agência Brasil)

A finalidade da ANA é implementar, em sua esfera de atribuições, a política nacional de recursos hídricos, instituída pela Lei nº 9.433, de 8 de janeiro de 1997, conhecida também como Lei das Águas – instrumento legal inspirado no modelo francês que permite a gestão participativa e descentralizada dos recursos hídricos.

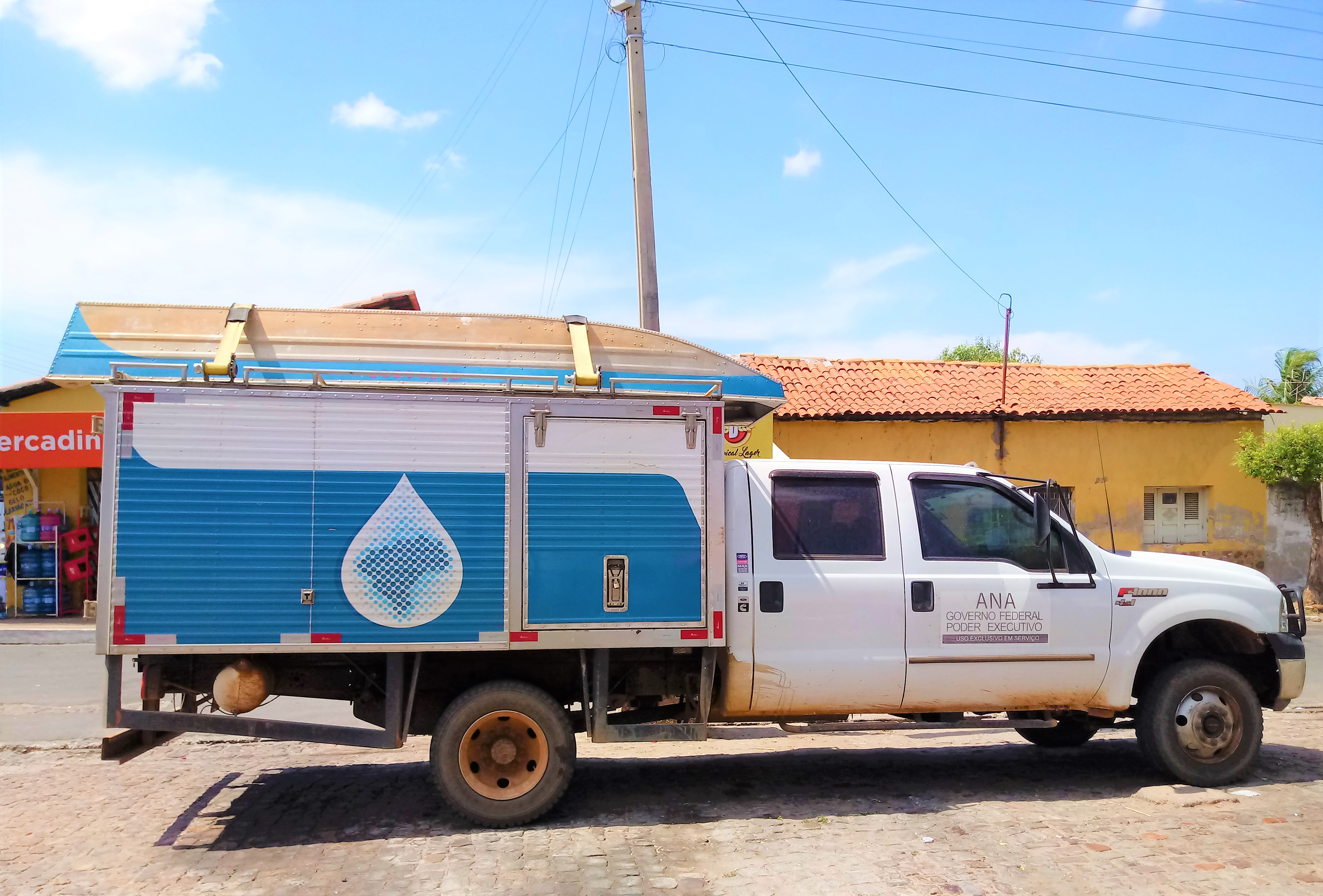
Carro de serviço em Campo Maior, Piauí.

Compete à ANA criar condições técnicas para implementar a Lei das Águas, promover a gestão descentralizada e participativa, em sintonia com os órgãos e entidades que integram o Sistema Nacional de Gerenciamento de Recursos Hídricos, implantar os instrumentos de gestão previstos na Lei 9.433/97, dentre eles, a outorga preventiva e de direito de uso de recursos hídricos, a cobrança pelo uso da água e a fiscalização desses usos, e ainda, buscar soluções adequadas para dois graves problemas do país: as secas prolongadas (especialmente no Nordeste) e a poluição dos rios.
A agência é conduzida por uma diretoria colegiada.
Tal instituição também é responsável pela manutenção de uma rede de Plataforma de coleta de dados visando o monitoramento dos níveis de rios e reservatórios de água em território brasileiro.

## Estrutura organizacional

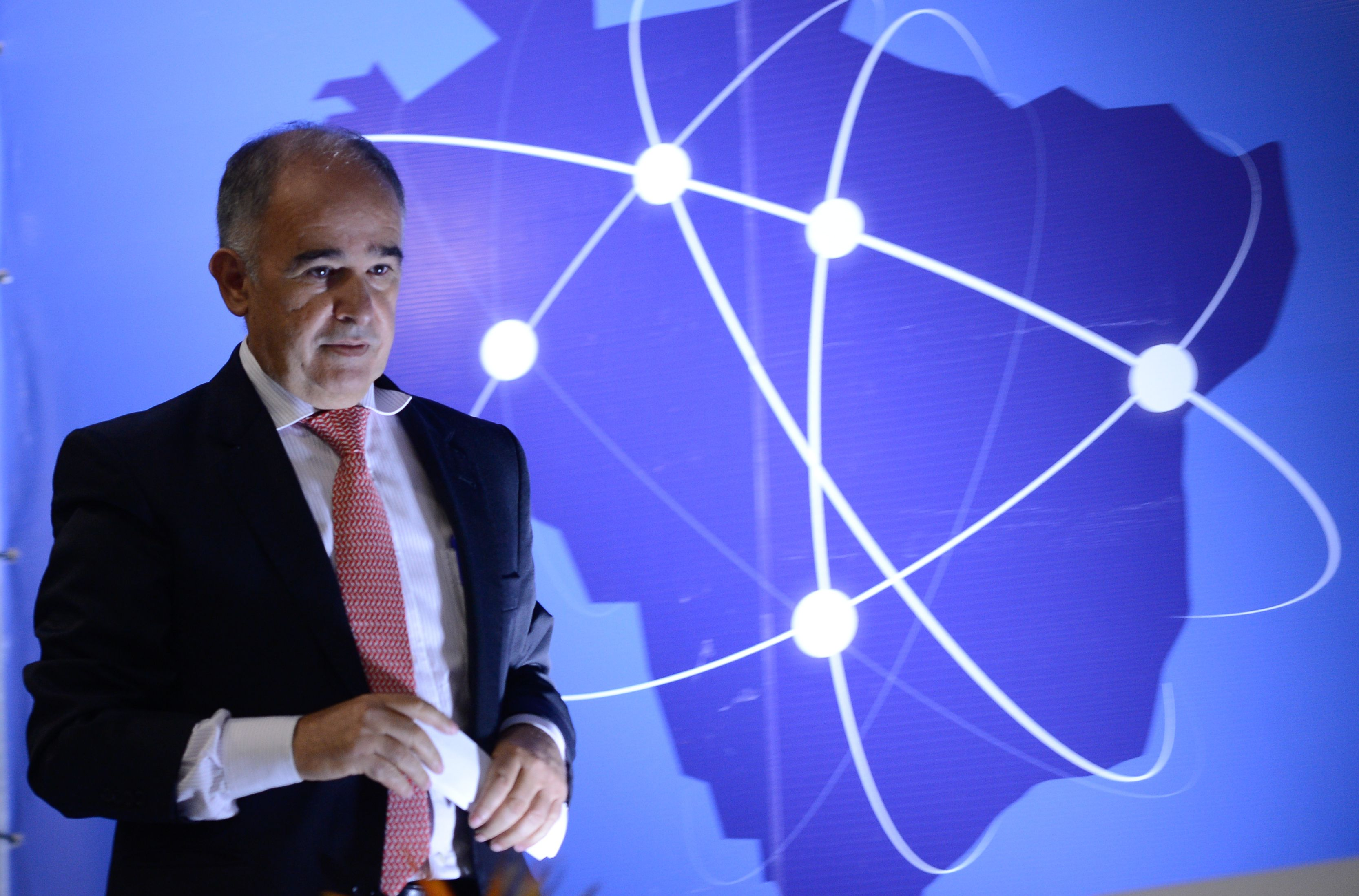
Brasília - O diretor-presidente da Agência Nacional de Águas (ANA), Vicente Andreu (Marcelo Camargo/Agência Brasil)

Sua estrutura organizacional e regimental é constituída por uma diretoria colegiada, uma secretaria-geral (SGE), uma procuradoria-geral (PGE), uma chefia de gabinete (GAB), uma auditoria interna (AUD), uma coordenação geral das assessorias (CGA) e oito superintendências.
A diretoria colegiada é composta por cinco membros: um diretor-presidente e quatro diretores, todos nomeados pelo presidente da República, com mandatos não coincidentes de quatro anos.

### Comitês de Bacias Hidrográficas
Os Comitês de Bacias Hidrográficas (CBHs) são fóruns, e a rigor jurisdições, para a discussão do uso da água nas bacias e sub-bacias hidrográficas do território brasileiro. Segundo a ANA,
Os comitês têm como atribuição legal deliberar sobre a gestão da água.
O seu surgimento se deu com a retomada do regime democrático no Brasil, e os estados brasileiros passaram a discutir e fundamentar suas leis para a gestão de recursos hídricos, tendo como base alguns princípios:
- gestão descentralizada, integrada e participativa da água;
- bacia hidrográfica como unidade territorial de planejamento e gestão;
- água como um bem público e com valor econômico;
- instrumentos de planejamento e regulação por bacia; e
- instrumentos econômicos para a gestão da água como a cobrança pelo seu uso.

Leis estaduais de recursos hídricos foram implantadas e previram, como forma de garantir a participação social, a criação de organismos colegiados – os comitês de bacia hidrográfica e os conselhos de recursos hídricos. Essas experiências foram consolidadas com a Lei nº 9.433/1997, que instituiu a Política Nacional de Recursos Hídricos, criou o Singreh, e daí foram sendo regulamentados os diversos comitês, hoje somam mais de duzentos, sendo 10 comitês inter-estaduais.